# 西出雲駅
西出雲駅（にしいずもえき）は、島根県出雲市知井宮町嘉儀にある、西日本旅客鉄道（JR西日本）山陰本線の駅である。
事務管コードは▲640742。特急「スーパーまつかぜ」が1往復停車する。

## 歴史
- 1913年（大正2年）11月21日：鉄道院山陰本線出雲今市駅（現・出雲市駅） - 小田駅間延伸時に知井宮駅（）として開設[3]。客貨取扱開始[3]。
- 1982年（昭和57年）7月1日：伯耆大山駅 - 当駅間電化。
- 1986年（昭和61年）
  - 11月：特急「やくも」の一部が当駅発着に変更（当駅 - 出雲市駅間は普通列車）。
  - 11月1日：貨物取扱廃止[4]。無人駅化[5]。
- 1987年（昭和62年）4月1日：国鉄分割民営化に伴い、JR西日本に移管[3]。同時に有人駅化[6]
- 1990年（平成2年）3月10日：再度無人駅化[6][7]。
- 1993年（平成5年）
  - 3月上旬：乗車駅証明書発行機設置、使用開始[8]。
  - 3月18日：西出雲駅に改称[1]。
- 1998年（平成10年）
  - 7月：南口駅前広場が完成[9]。
  - 12月25日：ホームと南北出入口とを連絡する屋根付跨線橋が完成[10]。
- 1999年（平成11年）3月28日：南口待合室完成[11]。
- 2008年（平成20年）3月15日：特急「スーパーまつかぜ」の一部（1往復）が当駅に停車。快速「とっとりライナー」の当駅 - 出雲市駅間を廃止。
- 2010年（平成22年）3月13日：快速「通勤ライナー」当駅 - 出雲市駅間廃止。
- 2013年（平成25年）11月21日：開業100周年記念イベント開催。

## 駅構造

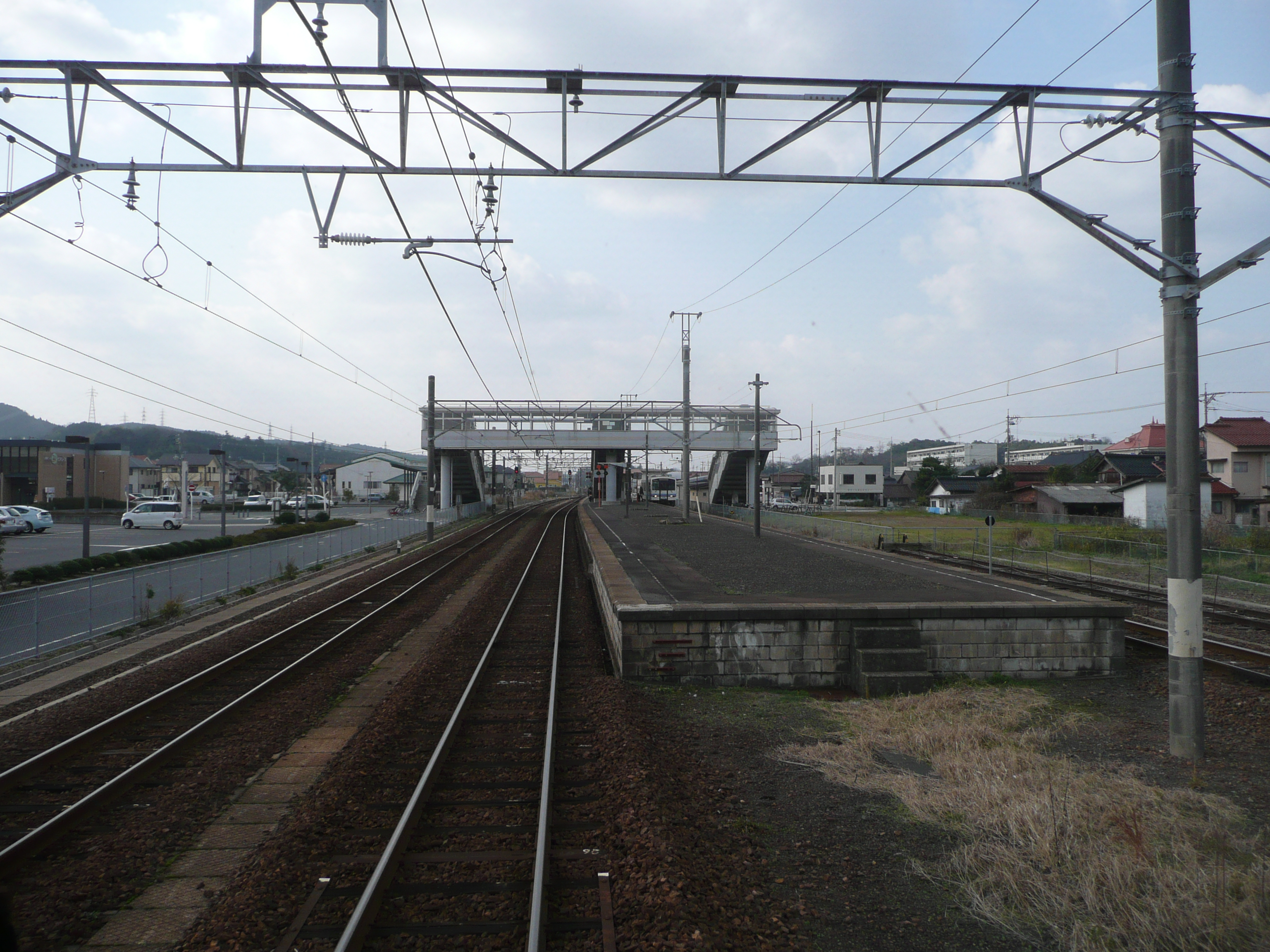
ホーム（2010年12月）

島式ホーム1面2線を有する列車交換可能な地上駅。この他にもう1つ着発線があるが、回送列車待機用でホームは無い。線路は東西方向直線に延びている。その南北から屋根付跨線橋でホームへと通じている。
松江駅管理の無人駅。跨線橋内部に自動券売機が設置されている。駅舎は以前北口側にあったが解体されている。1999年に南口側に待合室が設けられている。

### のりば
| のりば | 路線     | 方向 | 行先             |
| ------ | -------- | ---- | ---------------- |
| 1      | 山陰本線 | 上り | 出雲市・松江方面 |
| 2      | 山陰本線 | 下り | 大田市・江津方面 |

北側ホームが1番のりばである。列車運転指令上では、北側から
- 1番線（1番のりば） - 上り本線
- 2番線（2番のりば） - 下り本線兼上り副本線
- 3番着（旅客ホーム無し） - 上下副本線

となっている。なお、1番のりば出雲市駅方向に、工事用車両を留置するための材料線と安全側線がある。
付記事項
益田方に後藤総合車両所出雲支所がある。このため、伯備線から続いている電化区間は本線上は西出雲駅までだが、実際は後藤総合車両所出雲支所まで電化架線が続いている。また、当駅から西側の起点である幡生駅までは全て非電化となっており、伯耆大山駅から続く電化区間もここまでとなっている。ICOCAについても出雲市までであり、当駅からは利用不可。

## 利用状況
2022年度の1日平均乗車人員は239人である。2004年度は248人、1994年度は173人、1984年度は100人だった。
近年の1日平均乗車人員は以下の通りである。
| 乗車人員推移 | 乗車人員推移 |
| 年度         | 1日平均人数  |
| ------------ | ------------ |
| 1999         | 193          |
| 2000         | 205          |
| 2001         | 192          |
| 2002         | 193          |
| 2003         | 213          |
| 2004         | 248          |
| 2005         | 226          |
| 2006         | 233          |
| 2007         | 254          |
| 2008         | 259          |
| 2009         | 276          |
| 2010         | 268          |
| 2011         | 301          |
| 2012         | 280          |
| 2013         | 308          |
| 2014         | 292          |
| 2015         | 301          |
| 2016         | 278          |
| 2017         | 288          |
| 2018         | 284          |
| 2019         | 311          |
| 2020         | 257          |
| 2021         | 244          |
| 2022         | 239          |

## 駅周辺

### 北口
- 知井宮郵便局
- 山陰合同銀行知井宮出張所
- 島根中央信用金庫出雲西支店
- 出雲西高等学校[注 1]
- 出雲市立河南中学校
- 出雲市立神戸川小学校
- 真幸ヶ丘公園
- 出雲市民リハビリテーション病院
- なんぽうパン本社

### 南口
- 出雲ゆうプラザ - 温水プール施設[11]
- ホテルサンヌーベ
- 島根農業技術センター
- しまね花の郷 - トキの分散飼育施設を併設
- 島根県立こころの医療センター

## 隣の駅
※特急「スーパーまつかぜ」（当駅には4・9号の1往復のみ停車）の隣の停車駅については、列車記事を参照のこと。
西日本旅客鉄道（JR西日本）
 山陰本線
出雲市駅 - 西出雲駅 - 出雲神西駅
なお、出雲市駅との間には神戸川が流れている。

## その他
- 当駅構内は電化されているものの、停車する列車は多くが気動車である。客の乗り降りを行う電車は、米子駅 - 当駅間列車が数本あるのみであり、特急「やくも」に関しては全て回送である[注 2]。2006年3月18日ダイヤ改正で出雲市駅 - 当駅間での気動車列車の回送列車について、客を乗せる形に変更され、最終が日付を越えるようになった。
- 後藤総合車両所出雲支所が隣接している関係で、電車化されて以降の「やくも」の一部が回送扱いを兼ねて当駅までの普通列車だった他、1987年10月から1988年3月までの一時期、東京発出雲市行寝台特急「出雲3号」は出雲市到着後、そのまま普通列車となって当駅（当時駅名は「知井宮」）まで運転していた[注 3]。昼行特急の末端区間を普通として運転する例はいくつかあるが、寝台特急の末端区間を普通として運転した例は他にない。その後、普通列車化されない形で、浜田・益田方面を発着する特急列車が1往復停車するようになった。
- 以前は駅南西側に工場があり、この工場からの貨物が当駅を通じて出ていたが、貨物取扱が廃止された後に工場もなくなり、その跡地は現在、住宅地となっているため、当時を偲ぶことは出来ない。また、以前は線路北側にのみ駅舎があり、南側は田園風景が広がっていた。その後、先述の工場廃止等を受けて地域再開発が成され、次第に駅南側が現在のように整備されて行った。
- 現在、当駅南側はホテルや地ビールレストラン、温水プール施設などが建ち並んでおり、直進するとトキの分散飼育施設や植物園、看護専門学校や老人福祉施設などがある。以前は一畑バスが乗入れており、知井宮方面への路線も多数存在していたが2017年4月現在、同社はこの方面の運行からは撤退し、スサノオ観光が乗入れている。駅北口側には、旅館や農協支所等が存在した。